# Syndrome d'hyperphagie compulsive
 Mise en garde médicale
Le syndrome d'hyperphagie boulimique, aussi appelé frénésie alimentaire ou binge eating, est un trouble alimentaire qui consiste en des épisodes d’alimentation incontrôlable. Il s’agit d’un symptôme courant des troubles des conduites alimentaires tels que l’hyperphagie boulimique et boulimie nerveuse. Lors de telles crises, une personne consomme rapidement une quantité excessive de nourriture. Un diagnostic d’hyperphagie boulimique est associé à un sentiment de perte de contrôle. Le trouble de l’hyperphagie boulimique peut être également lié au surpoids et à l'obésité.

## Diagnostic
Le DSM-5 inclus des critères de diagnostic pour le trouble de l’hyperphagie boulimique (BED). Il s'agit des critères suivants :
- Des épisodes récurrents et persistants de crises d'hyperphagie boulimique,
- Les épisodes de crises d'hyperphagie boulimique sont associés à trois (ou plus) des éléments suivants :
  - Manger beaucoup plus rapidement que la normale,
  - Manger jusqu'à se sentir inconfortablement rassasié,
  - Manger de grandes quantités de nourriture sans avoir faim physiquement,
  - Manger seul parce qu'on est gêné par la quantité de nourriture qu'on mange,
  - Se sentir dégoûté de soi-même, déprimé ou très coupable après avoir trop mangé,
- Une détresse marquée concernant les crises d'hyperphagie boulimique,
- L'absence de comportements compensatoires réguliers (comme la purge).

## Signes d'avertissement
Les signes avant-coureurs typiques du trouble de l’hyperphagie comprennent la disparition d’une grande quantité de nourriture dans un laps de temps relativement court. Une personne qui souffre de troubles de l’hyperphagie boulimique peut sembler mal à l’aise lorsqu’elle mange en présence d’autres personnes ou en public. Une personne peut développer de nouvelles habitudes alimentaires extrêmes qu’elle n’a jamais adoptées auparavant. Il peut s’agir de régimes qui éliminent complètement certains groupes d’aliments, comme un régime sans produits laitiers ou sans glucides. Les crises d'hyperphagie boulimique peuvent commencer après une première tentative de régime. Elles peuvent également voler ou stocker de la nourriture dans des endroits inhabituels. Une personne peut connaître des fluctuations de poids. De plus, ils peuvent ressentir du dégoût, de la dépression ou de la culpabilité à cause de leur suralimentation. Un autre signe avant-coureur possible d’une crise de boulimie est qu’une personne peut être obsédée par son image corporelle ou son poids.
De plus, les patients qui ont des crises d'hyperphagie boulimique peuvent également adopter d’autres comportements autodestructeurs comme des tentatives de suicide, la consommation de drogues, le vol à l’étalage et la consommation excessive d’alcool,,,. L’apparition de crises d'hyperphagie boulimique sans régime est liée à un risque plus élevé de problèmes de santé mentale et à un âge d’apparition plus jeune. Les patients souffrant d'hyperphagie boulimique peuvent souffrir d’instabilité psychiatrique comorbide.

## Causes
Il n’existe pas de causes directes aux crises d'hyperphagie boulimique. cependant, des régimes à long terme, des problèmes psychologiques et une obsession pour l’image corporelle ont été associés aux crises d'hyperphagie boulimique. Plusieurs facteurs augmentent le risque de développer un trouble de l’hyperphagie boulimique. Les antécédents familiaux pourraient jouer un rôle si cette personne avait un membre de sa famille qui souffrait de crises de boulimie. Cette personne peut ne pas bénéficier d’un environnement familial favorable ou amical et avoir du mal à exprimer ses problèmes d'hyperphagie boulimique. Avoir des antécédents de régimes extrêmes peut provoquer une crise d'hyperphagie boulimique. Des problèmes psychologiques tels que le fait d’avoir une opinion négative de soi-même ou de son apparence peuvent déclencher une crise de boulimie.
Il a également été démontré que la stigmatisation liée au poids permet de prédire les crises d'hyperphagie boulimique, soulignant l’importance des approches inclusives du poids pour les troubles de l’hyperphagie boulimique qui ne s’attaquent pas à cette cause potentielle.

## Risques pour la santé
Il existe plusieurs risques pour la santé physique, émotionnelle et sociale associés au trouble de l’hyperphagie boulimique. Ces risques comprennent la dépression, l’anxiété et les maladies cardiaques.
Une étude a révélé que les personnes obèses qui souffrent de crises d'hyperphagie boulimique ont un indice de masse corporelle plus élevé et des niveaux de dépression et de stress plus élevés que celles qui ne souffrent pas de crises d'hyperphagie boulimique. L'exposition à deux grandes catégories de facteurs de risque — ceux qui augmentent le risque d'obésité et ceux qui augmentent le risque de troubles psychiatriques en général — peut être associée aux crises d'hyperphagie boulimique.

## Effets
En général, l’alimentation est rapide et la personne se sent émotionnellement engourdie et incapable d’arrêter de manger. La plupart des personnes qui ont des crises d'hyperphagie boulimique essaient de cacher ce comportement aux autres et se sentent souvent honteuses d’être en surpoids ou déprimées à cause de leur suralimentation. Bien que les personnes qui ne souffrent d’aucun trouble alimentaire puissent occasionnellement connaître des épisodes de suralimentation, les crises d'hyperphagie boulimique fréquentes sont souvent le symptôme d’un trouble alimentaire[réf. nécessaire].
Le trouble de l'hyperphagie boulimique se caractérise par une alimentation excessive et incontrôlable, suivie de sentiments de honte et de culpabilité. Contrairement aux personnes souffrant boulimie, celles qui présentent un trouble de l'hyperphagie boulimique ne se purgent généralement pas de nourriture, ne jeûnent pas et ne font pas d’exercice excessif pour compenser leurs crises de boulimie. De plus, ces personnes ont plus souvent tendance à suivre un régime, à s’inscrire à des programmes de contrôle du poids et à avoir des antécédents d’ obésité familiale. Cependant, de nombreuses personnes atteintes de boulimie souffrent également de troubles de l’hyperphagie[réf. nécessaire].
Outre la santé sociale et physique affectée par le trouble de l'hyperphagie boulimique, il existe des troubles psychiatriques qui y sont souvent liés. Certains d’entre eux sont, sans toutefois s’y limiter, la dépression, le trouble bipolaire, le trouble anxieux, la toxicomanie/l’usage de substances[réf. nécessaire].

## Traitements
Les traitements actuels du trouble de l'hyperphagie boulimique consistent principalement en des thérapies psychologiques, telles que la thérapie cognitivo-comportementale (TCC), la psychothérapie interpersonnelle (TIP) et la thérapie comportementale dialectique (TCD). Une étude menée sur l’efficacité à long terme des traitements psychologiques pour les crises de boulimie a montré que la thérapie cognitivo-comportementale (TCC) et la psychothérapie interpersonnelle de groupe (TIP) traitent efficacement les troubles de l’hyperphagie boulimique, avec 64,4 % des patients se rétablissant complètement de leurs crises de boulimie.
Le dimésylate de lisdexamfétamine, également connu sous le nom de Vyvanse, est le seul médicament approuvé par la Food and Drug Administration (FDA) pour le traitement des troubles de l'hyperphagie boulimique modérés à sévères chez les adultes en 2024,,. Cependant, certaines études ont remis en question son efficacité pour cette indication.

## Histoire

### APA DSM
L'American Psychiatric Association a mentionné et répertorié les crises d'hyperphagie boulimique parmi les critères et caractéristiques de la boulimie dans le Manuel diagnostique et statistique des troubles mentaux (DSM) - 3 en 1987. En incluant l’hyperphagie boulimique dans le DSM-3, même si ce n’est pas en tant que trouble alimentaire distinct, ils ont sensibilisé le public à ce trouble et lui ont donné une légitimité en tant que trouble mental. Cela a permis aux personnes de recevoir le traitement approprié pour leurs crises d'hyperphagie boulimique et de légitimer leur trouble.

### Thérapie médicamenteuse
En janvier 2015, la Food and Drug Administration (FDA) a approuvé le dimésylate de lisdexamfétamine (Vyvanse), le premier médicament indiqué pour le traitement des troubles de l'hyperphagie boulimique modérés à sévères,,.

## Hommes souffrant de crises de boulimie
Les hommes souffrant de crises d'hyperphagie boulimique sont souvent confrontés à des obstacles particuliers lorsqu’ils cherchent à se faire soigner en raison des attentes socioculturelles entourant la masculinité. Après que les hommes comparent leur corps aux idéaux masculins culturellement construits, ils développent souvent des préoccupations accrues concernant leur propre image corporelle et intériorisent la croyance que leur corps devrait être musclé, mince et fort, développant des comportements malsains comme l'hyperphagie boulimique ou l'utilisation de régimes à la mode,. De nombreux hommes hésitent à demander de l’aide par peur de paraître faibles, « moins virils » ou même homosexuels,. Le stéréotype répandu selon lequel les troubles de l’alimentation touchent principalement les femmes a contribué à créer des sentiments de honte et d’isolement chez les hommes touchés par ces troubles. Cette stigmatisation fondée sur le genre entourant les troubles de l’alimentation et l’image fortement féminine des centres de traitement des troubles de l’alimentation créent un obstacle important à la volonté des hommes de demander de l’aide,,,. Les hommes sont plus susceptibles de participer à des exercices compulsifs ou excessifs en compensation de régimes alimentaires très caloriques, ce qui entraîne une dysmorphie corporelle.
 